# Koresznica
Koresznica (mac. Корешница) – wieś w południowej Macedonii Północnej, terytorialnie i administracyjnie należąca do gminy Demir Kapija. Według stanu na 2002 rok jej liczebność wynosiła 382 mieszkańców.

położenie wsi na mapie gminy

Według danych ze spisu powszechnego przeprowadzonego w 2002 roku, wieś Koresznica zamieszkiwało 382 osoby deklarujące następującą narodowość: 
- Turcy – 188 (49,22%)
- Macedończycy – 98 (25,65%)
- Serbowie – 94 (24,61%)
- Albańczycy – 1 (0,26%)
- Boszniacy – 1 (0,26%)